# Макаровка (Черновицкая область)
Макаровка (укр. Макарівка) — село в Кельменецкой поселковой общине Днестровского района Черновицкой области Украины.
До 2020 года входило в Кельменецкий район
Население по переписи 2001 года составляло 26 человек.
Возле населённого пункта расположен ландшафтный заказник «Бабинская стенка» и земляные укрепления ІХ ст. до н.е. — «Троянов вал».